# Ten Seconds to Hell
Ten Seconds to Hell is een Brits-Amerikaans-West-Duitse dramafilm uit 1959 onder regie van Robert Aldrich. De film staat ook bekend onder de naam The Phoenix.

## Verhaal
Na de Tweede Wereldoorlog vinden zes Duitse ex-soldaten werk in Berlijn als bommenopruimers. Ze lopen grote risico's en besluiten daarom om de helft van hun salaris in een gemeenschappelijke pot te stoppen. Aan het eind van de opdracht zullen ze het geld verdelen onder de overlevenden.

## Rolverdeling
| Acteur             | Personage      |
| ------------------ | -------------- |
| Jack Palance       | Eric Koertner  |
| Jeff Chandler      | Karl Wirtz     |
| Martine Carol      | Margot Hofer   |
| Robert Cornthwaite | Franz Loeffler |
| Dave Willock       | Peter Tillig   |
| Wesley Addy        | Wolfgang Sulke |
| James Goodwin      | Hans Globke    |
| Virginia Baker     | Mevrouw Bauer  |
| Richard Wattis     | Majoor Haven   |
| Nancy Lee          | Ruth Sulke     |